# Mèrops (fill de Pandàreu)
Segons la mitologia grega, Mèrops (en grec antic Μέροψ) va ser un metge i endeví, fill de Pandàreu. Era rei de la ciutat mísia de Percote.
Homer el cita a la Ilíada. Com a endeví sabia el destí dels seus fills, Adrast i Àmfios, i no va voler que anessin a la guerra de Troia, però els dos van desobeir. Van morir més tard a mans de Diomedes. Mèrops va ensenyar al troià Èsac, que era net seu, l'art d'interpretar els somnis. Una filla seva, Clite, es va casar amb Cízic, rei dels dolions, que va ser mort pels argonautes quan per error van ser confosos amb pirates. Clite, desconsolada, es va penjar d'un arbre.